# Gunnareds kyrka
Gunnareds kyrka är en kyrkobyggnad som sedan 2014 tillhör Angereds församling (tidigare Gunnareds församling) i Göteborgs stift. Den ligger i stadsdelen Angered i Göteborgs kommun. 

## Kyrkobyggnaden
Kyrkan ligger på Kråkekullen nordväst om Angereds centrum. Den är ritad av Sven Magnus Sjögren, som vann en arkitekttävling utlöst 1990 med bidraget Hörnstenen. Kyrkan invigdes den 12 oktober 1997.
Byggnadsmaterialet är tegel i olika röda nyanser, sten och trä på en stomme av betong. I hörnet mot Angereds centrum bryts taket upp av klocktornet med en synlig klocka. Kyrkorummet är kvadratiskt, där där koret med absid skjuter ut. De öppna takstolarna är av norrlandsfur, som huggits för hand.
Interiören är inspirerad av en medeltida basilika. Väggarna är av tegel i olika röda nyanser. Korsväggens absid är putsad. 

## Inventarier
- I absidens övre del finns kakelmosaiken Livets träd, utförd av Lotta Söder, vilken även utgör altartavla.
- Altare, altarring, predikstol, fönsterbågar och bänkar är alla utförda i massiv ek.
- Dopfunt och golv är av kalksten.